# 88878 Bowenyueli
88878 Bowenyueli este un asteroid din centura principală de asteroizi.

## Descriere
88878 Bowenyueli este un asteroid din centura principală de asteroizi. A fost descoperit pe 25 septembrie 2001 la Observatorul Desert Eagle de William Kwong Yu Yeung. Asteroidul prezintă o orbită caracterizată de o semiaxă mare de 2,70 ua, o excentricitate de 0,08 și o înclinație de 5,3° în raport cu ecliptica.